# Jana Burčeska

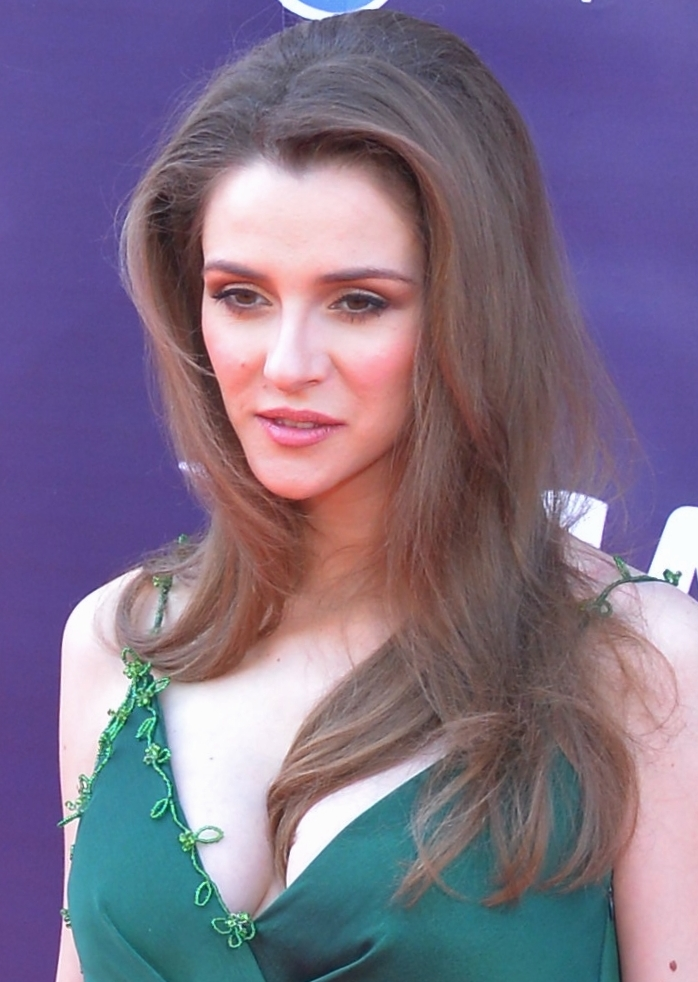
Jana Burčeska (2017)

Jana Burčeska (mazedonisch Јана Бурческа; * 8. Dezember 1993 in Skopje) ist eine mazedonische Popsängerin.

## Leben und Wirken
Burčeska nahm 2010 an der ersten Staffel von Macedonian Idol, der mazedonischen Version von Pop Idol teil. Dort erreichte sie den fünften Platz. 2010 war sie UNICEF-Botschafterin und kämpfte so gegen Gewalt an Schulen. 2012, 2013 und 2015 nahm sie beim Skopje Fest teil, das üblicherweise als mazedonischer Vorentscheid zum Eurovision Song Contest fungiert, wenn keine interne Auswahl stattfindet. Am 21. November 2016 wurde vom MRT bekanntgegeben, dass Burčeska Mazedonien beim Eurovision Song Contest 2017 vertreten soll.
Mit dem Popsong Dance Alone konnte sie sich im zweiten Halbfinale nicht für das Finale qualifizieren. Höhere Aufmerksamkeit erreichte sie trotzdem, da ihr Freund ihr in der Livesendung einen Heiratsantrag machte und sie diesen positiv beantwortete.

## Diskografie
Singles
- 2017: Dance Alone